# Давор
Давор (хорв. Davor) — населений пункт і громада в Бродсько-Посавській жупанії Хорватії.

## Населення
Населення громади за даними перепису 2011 року становило 3015 осіб. Населення самого поселення становило 2382 осіб.
Динаміка чисельності населення громади:
Динаміка чисельності населення центру громади:

## Населені пункти
Крім поселення Давор, до громади також входить Орубиця.

## Клімат
Середня річна температура становить 11,34 °C, середня максимальна – 26,19 °C, а середня мінімальна – -6,07 °C. Середня річна кількість опадів – 873 мм.
| Клімат поселення                              | Клімат поселення | Клімат поселення | Клімат поселення | Клімат поселення | Клімат поселення | Клімат поселення | Клімат поселення | Клімат поселення | Клімат поселення | Клімат поселення | Клімат поселення | Клімат поселення | Клімат поселення |
| Показник                                      | Січ.             | Лют.             | Бер.             | Квіт.            | Трав.            | Черв.            | Лип.             | Серп.            | Вер.             | Жовт.            | Лист.            | Груд.            |                  |
| Середній максимум, °C                         | 6,49             | 8,77             | 13,25            | 17,78            | 22,78            | 26,19            | 25,84            | 24,86            | 20,97            | 15,76            | 10,05            | 5,92             |                  |
| Середня температура, °C                       | 0,20             | 2,51             | 6,97             | 11,48            | 16,49            | 19,89            | 21,70            | 20,72            | 16,81            | 11,61            | 5,89             | 1,79             |                  |
| Середній мінімум, °C                          | −6,07            | −3,77            | 0,68             | 5,23             | 10,21            | 13,62            | 17,55            | 16,58            | 12,68            | 7,48             | 1,77             | −2,36            |                  |
| Норма опадів, мм                              | 56               | 53               | 58               | 71               | 79               | 99               | 80               | 76               | 67               | 78               | 85               | 71               |                  |
| Середньомісячна швидкість вітру, м/с          | 1.52             | 1.80             | 2.10             | 2.10             | 1.90             | 1.73             | 1.70             | 1.56             | 1.50             | 1.50             | 1.56             | 1.60             |                  |
| Середньомісячна сонячна радіація, кДж/м²·день | 4361             | 7162             | 11058            | 15462            | 19540            | 21773            | 22834            | 20585            | 15120            | 9318             | 4952             | 3643             |                  |
| --------------------------------------------- | ---------------- | ---------------- | ---------------- | ---------------- | ---------------- | ---------------- | ---------------- | ---------------- | ---------------- | ---------------- | ---------------- | ---------------- | ---------------- |
| Джерело:                                      |                  |                  |                  |                  |                  |                  |                  |                  |                  |                  |                  |                  |                  |